# Andelsboligforeningen Sortedam Dossering 59 A-K
Andelsboligforeningen Sortedam Dossering 59 A-K er en andelsboligforening beliggende Sortedam Dossering 59 A-K i København ved Sortedamssøen. Andelsboligforeningen blev stiftet i 1984. For at komme i betragtning til en lejlighed skal man være skrevet op af en af andelshaverne.
Bygningen blev oprindelig opført på foranledning af frimurere som stiftelsen Kronprins Frederik og Kronprinsesse Louises Stiftelse. Stiftelsen blev indviet i 1900. Den tjente som fribolig for værdigt trængende mænd og kvinder med tilknytning til frimurerloger. Stiftelsen skulle således hjælpe frimurere, der tidligere havde kendt bedre kår, og som var kommet i en trangssituation.
Bygningen er opført af røde mursten og ølandssten af arkitekt Ludvig Knudsen efter en indbudt konkurrence. Den består af en midterfløj med frontispice og to fremspringende sidefløje indesluttende et mod Sortedam Dossering åbent haveanlæg og ud til Sortedam Dossering en stenportal. Endvidere er der buster af Frederik 8. og Louise af Sverige-Norge med deres latinske valgsprog. I en af opgangene er der endnu en buste, af Frederik Zahle, samt marmorplader med navnene på nogle af de personer, som har modtaget legater, og med angivelse af, hvor meget de har modtaget.